# 혼도 카에데
혼도 카에데(本渡 楓, 1996년 3월 6일~)은 일본의 여자 성우이다.

## 출연작
※ 굵은 글씨는 주인공 또는 주요인물

### TV 애니메이션
2018년
- 좀비랜드 사가(미나모토 사쿠라)
- 기숙학교의 줄리엣(보메라 니아)

2020년
- 아픈 건 싫으니까 방어력에 올인하려고 합니다(혼죠 카에데)
- 게임:명일방주 (스즈란)

2023년
- 제물공주와 짐승의 왕(카루카라)

### 극장판 애니메이션
2020년
- 귀멸의 칼날: 나타구모산 편(카마도 시게루)